# Ізвоареле (Джурджу)
Ізвоареле (рум. Izvoarele) — село у повіті Джурджу в Румунії. Входить до складу комуни Ізвоареле.
Село розташоване на відстані 51 км на південний захід від Бухареста, 21 км на північний захід від Джурджу.

## Населення
За даними перепису населення 2002 року у селі проживали 1570 осіб. Усі жителі села рідною мовою назвали румунську.
Національний склад населення села:
| Національність | Кількість осіб | Відсоток |
| -------------- | -------------- | -------- |
| румуни         | 1564           | 99,6%    |
| цигани         | 6              | 0,4%     |